# Boranci
Boranci (cyr. Боранци) – wieś w Serbii, w okręgu rasińskim, w gminie Brus. W 2011 roku liczyła 36 mieszkańców.